# Geremia da Valacchia
Geremia da Valacchia, al secolo Ion Kostist (Tatzo, 29 giugno 1556 – Napoli, 5 marzo 1625), è stato un religioso cappuccino italiano di origine rumena. È stato beatificato da papa Giovanni Paolo II nel 1983.

## Biografia
Nacque a Tatzo, in Romania. A 18 anni, con il consenso dei genitori, Stoika Kostist e Margherita Barbat, agricoltori benestanti e profondamente religiosi, lascia la famiglia e si mette in viaggio alla volta dell'Italia, convinto che qui si trovino "I migliori cristiani del mondo". Nella Quaresima del 1578 viene accolto come fratello laico nel convento dai cappuccini di Sessa Aurunca, lasciando il nome nativo di Ion (Giovanni) e diventando fra Geremia da Valacchia. L'anno successivo emette la professione religiosa. Nel 1584 entra nel convento napoletano di Sant'Eframo Nuovo, dove resta fino alla morte. 
Avrebbe avuto anche un'apparizione mariana, e una volta diffusasi la notizia tra i confratelli e anche fuori dal convento, la "Madonna di fra Geremia" diviene popolare nella città e nel Regno di Napoli. Si dedica ai poveri, raccogliendo cibo e vestiti per loro e accompagnando la sua attività con la preghiera, e si prende cura dei malati più difficili, piagati, paralitici e anche pazzi. 
Gli affidano un religioso, fra Martino, che nessuno avvicina più per le troppe piaghe, e lo assiste per quattro anni e mezzo, fino alla morte. Al convento cominciano a cercarlo perfino dotti teologi, che chiedono consiglio a lui che è analfabeta. Per recarsi a visitare un ammalato in un rigido giorno d’inverno, contrae una polmonite che non riesce a superare. Alla sua morte la gente vuole vederlo, toccarlo, tagliare reliquie del suo saio, così devono intervenire i soldati per seppellirlo segretamente, di notte. Le sue spoglie, dopo secoli di sepoltura a Napoli nella chiesa dell'Immacolata Concezione, sono state riportate nel maggio 2008 in Romania nel santuario dei frati cappuccini di Onești.

## Culto
Il 20 settembre 1625 inizia il processo di beatificazione, il 18 dicembre 1959 papa Giovanni XXIII ne riconosce l'eroicità delle virtù, il 30 ottobre 1983  papa Giovanni Paolo II lo proclama beato, primo romeno che ascende ufficialmente alla gloria degli altari.
Il suo elogio si legge nel Martirologio romano al 5 marzo.